# 림부르거
림부르거(독일어: Limburger, 네덜란드어: Limburger 림뷔르허르[*], 림뷔르흐어: Limburgse kieës→림뷔르흐 치즈)는 독일, 네덜란드, 벨기에의 옛 림뷔르흐 지역에서 생산되는 소젖 치즈이다. 발효에 브레비박테리움 리넨스(Brevibacterium linens) 균이 사용되며, 강한 냄새가 난다.

## 같이 보기
- 너살
- 에르브 치즈